# الجمعة (جحانة)

تعديل مصدري - تعديل

الجمعة هي إحدى قرى عزلة حضر بمديرية جحانة التابعة لمحافظة صنعاء، بلغ تعداد سكانها 311 نسمة حسب تعداد اليمن لعام 2004.